# Hingstepeira arnolisei
Hingstepeira arnolisei är en spindelart som beskrevs av Levi 1995. Hingstepeira arnolisei ingår i släktet Hingstepeira och familjen hjulspindlar. Inga underarter finns listade i Catalogue of Life.